# Холодович, Татьяна Владимировна
Татьяна Владимировна Холодович (род. 21 июня 1991, Пинск, Брестская область[…]) — белорусская метательница копья, чемпионка Европы 2016, участница Олимпиады 2016, обладательница национального рекорда Беларуси (66,34 м, 2016). Восьмикратная чемпионка Беларуси (2012—2016, 2018—2020).

## Биография и карьера
Окончила факультет физического воспитания Брестского государственного университета имени А. С. Пушкина.
Дебютировала на международной арене в 2008 году на чемпионате мира среди юниоров в Быдгоще, но в финал не попала, заняв в квалификации 16-е место. В 2015 году победила на летней Универсиаде в Кванджу. В 2016 году стала чемпионкой Европы в Амстердаме с национальным рекордом 66,34 м, а затем на своей дебютной Олимпиаде заняла 5-е место с результатом 64,60 м.

## Основные результаты
| Год  | Соревнования                    | Место проведения         | Место  | Результат  |
| ---- | ------------------------------- | ------------------------ | ------ | ---------- |
| 2008 | Чемпионат мира среди юниоров    | Быдгощ, Польша           | 16 (q) | 48,33 м    |
| 2010 | Чемпионат мира среди юниоров    | Монктон, Канада          | 21 (q) | 45,99 м    |
| 2013 | Чемпионат Европы среди молодёжи | Тампере, Финляндия       | -      | NM         |
| 2014 | Кубок Европы по зимним метаниям | Лейрия, Португалия       | 5      | 58,71 м    |
| 2014 | Чемпионат Европы                | Цюрих, Швейцария         | 5      | 61,66 м    |
| 2015 | Кубок Европы по зимним метаниям | Лейрия, Португалия       | 7      | 56,82 м    |
| 2015 | Командный чемпионат Европы      | Чебоксары, Россия        | 2      | 61,08 м    |
| 2015 | Летняя Универсиада              | Кванджу, Южная Корея     | 1      | 60,45 м    |
| 2015 | Чемпионат мира                  | Пекин, Китай             | 21 (q) | 60,07 м    |
| 2016 | Чемпионат Европы                | Амстердам, Нидерланды    | 1      | 66,34 м NR |
| 2016 | Летние Олимпийские игры         | Рио-де-Жанейро, Бразилия | 5      | 64,60 м    |
| 2017 | Командный чемпионат Европы      | Лилль, Франция           | 2      | 64,60 м    |
| 2017 | Чемпионат мира                  | Лондон, Великобритания   | 6      | 64,05 м    |